# 朱誼漶
秦肅王朱誼漶（？—1639年前）是明朝秦靖王朱敬鎔之子。
他在萬曆十三年（1585年），襲封奉國中尉，萬曆十四年（1586年）加封紫陽王，萬曆十五年（1587年）襲封秦王。朱誼漶去世，諡號肅，他的兒子秦景王朱存機在崇禎十二年（1639年）繼承他的爵位。

## 家庭

### 妻妾
元妃韩氏。次妃张氏。侧妃李氏

### 子女

#### 子
1. 庶长子，世子朱存樞，母第一妾李氏
2. 第三子，秦景王朱存機，母次妃张氏
3. 秦王朱存極
4. 秦王朱存

| 無 原因：明政府封之 | 明紫陽國國王 1586年－1587年 | 無 原因：襲封秦國，封國廢除 |
| 前任： 兄敬王朱誼澏 | 明秦國國王 1587年－1639年前 | 繼任者： 子景王朱存機       |